# Aframomum colosseum
Aframomum colosseum är en enhjärtbladig växtart som beskrevs av Karl Moritz Schumann. Aframomum colosseum ingår i släktet Aframomum och familjen Zingiberaceae. Inga underarter finns listade i Catalogue of Life.